# Myioborus albifrons
La candelita frentiblanca (Myioborus albifrons) es una especie de ave paseriforme de la familia Parulidae endémica de Venezuela.

## Descripción
La candelita frentiblanca mide alrededor de 13,5 cm de largo. El plumaje de sus partes superiores es de color gris oscuro, excepto su píleo que tiene la parte superior de color amarillento o canela y el resto es negruzco, y la zona comprendida por la frente, el lorum y los alrededores de los ojos que es blanca, como las plumas laterales de su cola y su barbilla. El plumaje de sus partes inferiores es de color amarillo intenso. Su pico es puntiagudo y negruzco, al igual que sus patas.

## Distribución y hábitat
Se encuentra únicamente en los bosques de los Andes del oeste de Venezuela, principalmente entre los 2200 y los 3200 m de altitud. Está amenazada por la pérdida de hábitat.